# Ferdinand Drexler
Ferdinand Drexler (* 18. Oktober 1912 in Bruch; † 18. Februar 1994 in Nürnberg) war ein deutscher Politiker (SPD).
Drexler besuchte die Handelsakademie in Teplitz-Schönau und absolvierte sie mit Auszeichnung. Es folgte eine vielseitige Praxis in Industrie und Verwaltung, ehe er im Januar 1940 zur Wehrmacht eingezogen wurde und dadurch im Kriegseinsatz im Westen und Osten aktiv war. Von 1946 bis 1949 war er Mitglied des Kreisflüchtlingsausschusses und Vorsitzender des Kreiswohnungsausschusses Dinkelsbühl.
Von 1948 bis 1951 war Drexler Vorsitzender der SPD-Kreistagsfraktion in Dinkelsbühl, 1950 wurde er Bezirkssekretär der SPD in Nürnberg. Von 1952 bis 1954 und von 1957 bis 1974 war er Mitglied des Bayerischen Landtags.